# Tsjecho-Slowaakse parlementsverkiezingen 1935
De Tsjecho-Slowaakse parlementsverkiezingen van 1935 vonden plaats op 19 mei van dat jaar. Het waren de laatste verkiezingen voor de Tweede Wereldoorlog; de eerstvolgende verkiezingen vonden plaats op 26 mei 1946.

## Uitslag

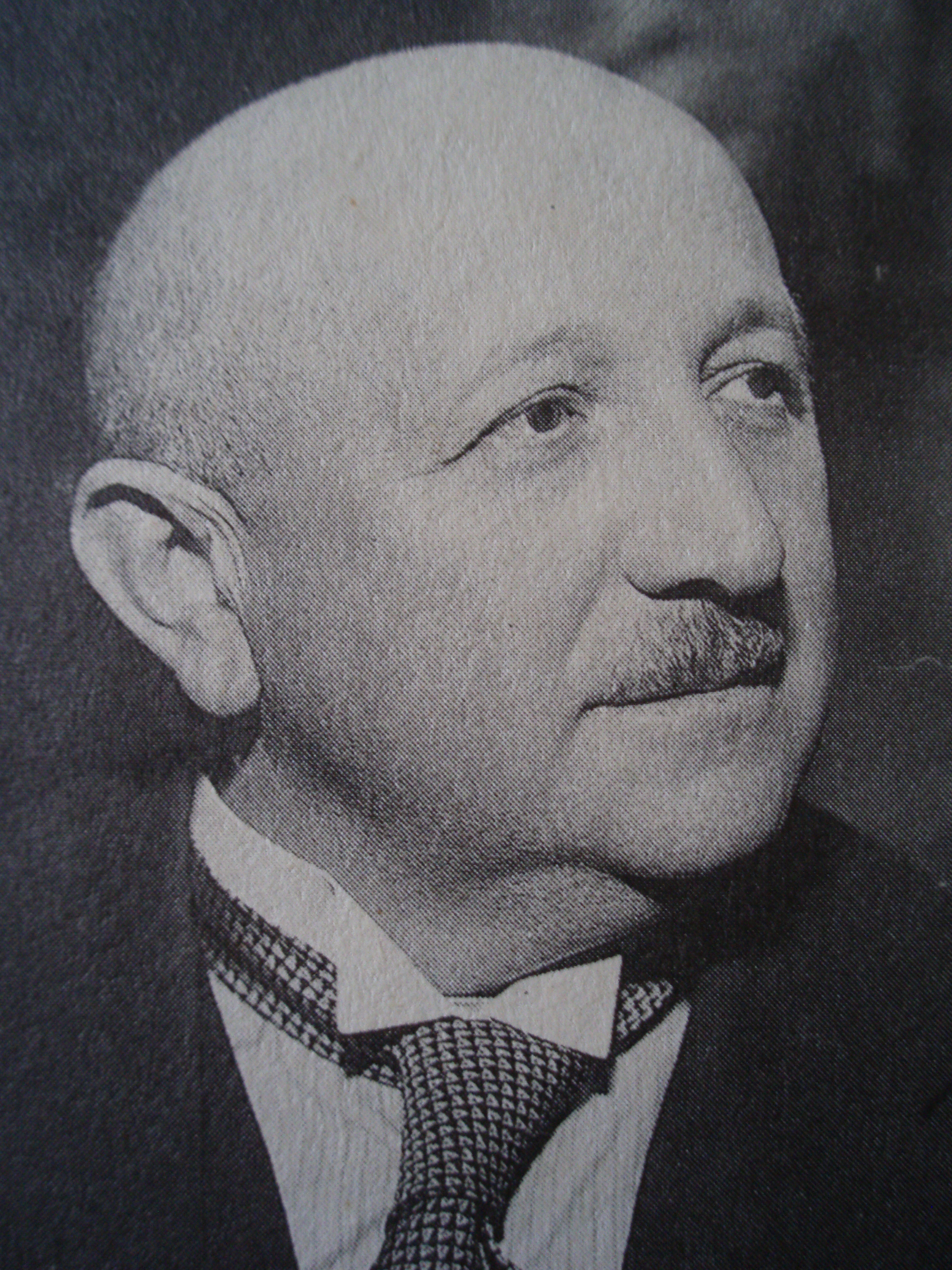
Rudolf Beran, leider van de grootste partij in het parlement, de RSZML

### Kamer van Afgevaardigden
| Sudeten-Duitse Partij (SdP)                                    | 15,2% | 44 / 300 |  |  |  |
| Republikeinse Partij van Landbouwers en Boeren (RSZML)         | 13,3% | 45 / 300 |  |  |  |
| Communistische Partij van Tsjecho-Slowakije (KSČ)              | 10,3% | 30 / 300 |  |  |  |
| Tsjecho-Slowaakse Sociaaldemocratische Arbeiderspartij (ČSDSD) | 12,6% | 38 / 300 |  |  |  |
| Tsjecho-Slowaakse Nationale Sociale Partij (ČSNS)              | 9,2%  | 28 / 300 |  |  |  |
| Tsjecho-Slowaakse Volkspartij (ČSL)                            | 7,5%  | 22 / 300 |  |  |  |
| Hlinka Slowaakse Volkspartij (HSL'S)                           | 6,9%  | 22 / 300 |  |  |  |
| Tsjecho-Slowaakse Nationaal-Democraten (ČND)                   | 5,6%  | 17 / 300 |  |  |  |
| Tsjecho-Slowaakse Handelspartij (ČŽOS)                         | 5,4%  | 17 / 300 |  |  |  |
| Duitse Sociaaldemocratische Arbeiderspartij (DSDAP)            | 3,6%  | 11 / 300 |  |  |  |
| Provinciale Christelijk-Socialistische Partij (OKSZP)          | 3,6%  | 9 / 300  |  |  |  |
| Duitse Christelijk-Sociale Volkspartij (DCSVP)                 | 2%    | 6 / 300  |  |  |  |
| Nationaal-Fascistische Gemeenschap (NOF)                       | 2%    | 6 / 300  |  |  |  |
| Landbouwersbond (BdL)                                          | 1,7%  | 5 / 300  |  |  |  |
| Zipser Duitse Partij                                           | 0,2%  | 0 / 300  |  |  |  |
| Blanco stemmen                                                 | -     | 0 / 300  |  |  |  |
| Totaal                                                         | 100%  | 300      |  |  |  |
|                                                                |       |          |  |  |  |
| Geldig uitgebrachte stemmen                                    | -     | -        |  |  |  |
| Blanco/ ongeldige stemmen                                      | -     | -        |  |  |  |
| Totaal uitgebrachte stemmen                                    | -     | 100%     |  |  |  |
| Geregistreerde kiezers/ opkomst                                | -     | 91,9%    |  |  |  |
| Bron: Uitslag                                                  |       |          |  |  |  |

### Senaat
| Partij                                                         | %    | Zetels   |
| -------------------------------------------------------------- | ---- | -------- |
| Sudeten-Duitse Partij (SdP)                                    |      | 23 / 150 |
| Republikeinse Partij van Landbouwers en Boeren (RSZML)         |      | 23 / 150 |
| Communistische Partij van Tsjecho-Slowakije (KSČ)              |      | 16 / 150 |
| Tsjecho-Slowaakse Sociaaldemocratische Arbeiderspartij (ČSDSD) |      | 20 / 150 |
| Tsjecho-Slowaakse Nationale Sociale Partij (ČSNS)              |      | 14 / 150 |
| Tsjecho-Slowaakse Volkspartij (ČSL)                            |      | 11 / 150 |
| Autonoom Blok (BA)                                             |      | 11 / 150 |
| Nationale Verenigingspartij (NS)                               |      | 9 / 150  |
| Tsjecho-Slowaakse Handelspartij (ČŽOS)                         |      | 8 / 150  |
| Duitse Sociaaldemocratische Arbeiderspartij (DSDAP)            |      | 6 / 150  |
| Provinciale Christelijk-Socialistische Partij (OKSZP)          |      | 6 / 150  |
| Duitse Christelijk-Sociale Volkspartij (DCSVP)                 |      | 3 / 150  |
| Totaal                                                         | 100% | 150      |
| Geregistreerde kiezers/ opkomst                                | -    | 91,9%    |
| Bron: Nohlen, et al.                                           |      |          |

## Verwijzingen
Parlementsverkiezingen in Tsjecho-Slowakije:
1920 · 1924 · 1925 · 1929 · 1935 · 1946 · 1948 · 1954 · 1960 · 1964 · 1971 · 1976 · 1981 · 1986 · 1990 · 1992

Verkiezingen voor de Tsjechische Nationale Raad:
1971 · 1976 · 1981 · 1986 · 1990 · 1992

Verkiezingen voor de Slowaakse Nationale Raad:
1971 · 1976 · 1981 · 1986 · 1990 · 1992